# José Antonio Cotrina
José Antonio Cotrina (ur. 1972 w Vitorii) – hiszpański pisarz science fiction.
Ukończył studia z zakresu reklamy i public relations, ale zajmuje się zawodowo pisaniem powieści z gatunku fantastyki. 
W roku 1998 jego krótka powieść Lilith, el Juicio de la Gorgona y la Sonrisa de Salgari otrzymała drugą nagrodę w konkursie Alberto Magno. W roku następnym roku był finalistą tego konkursu z tekstem La Pirámide. W 2000 został jednym z 2 laureatów ex aequo drugiej nagrody w konkursie na opowiadanie Melocotón Mecánico z tekstem Los conejos de la guerra (pierwszej nagrody nie przyznano). Również w roku 2000 otrzymał nagrodę UPC w dziedzinie fantastyki naukowej (ex aequo z Javierem Negrete) za krótką powieść Salir de fase. Jego opowiadanie Tiempo muerto uzyskało wyróżnienie w tym konkursie w roku następnym.
Krótsze formy literackie Cotriny były drukowane w kilku zbiorach pokonkursowych, a także w antologiach literatury science fiction zarówno w Hiszpanii (opowiadanie Entre líneas w "Antología de la ciencia ficción española: 1982/2002", wyd. Minotauro, 2003), jak i poza ojczyzną autora (to samo opowiadanie jako Between the Lines w "The SFWA European Hall of Fame: Sixteen Contemporary Masterpieces of Science Fiction from the Continent", TOR Books, 2007). 

## Powieści i zbiory
Mala racha (zbiór 3 tekstów: Mala racha, Tormenta, La pirámide), wyd. Grupo editorial AJEC, 2002

Las fuentes perdidas, wyd. La Factoría de Ideas, 2003

La casa de la colina negra, wyd. Alfaguara, 2006

La cosecha de Samhein, wyd. Alfaguara, 2009 (1. część trylogii "El ciclo de la luna roja")

Los hijos de las tinieblas, wyd. Alfaguara, 2010 (2. część trylogii "El ciclo de la luna roja")

La sombra de la Luna, wyd. Hidra, 2011 (3. część trylogii "El ciclo de la luna roja")

## Krótsze formy literackie
Lilith, el juicio de la Gorgona y la sonrisa de Salgari, w: materiały pokonkursowe konkursu "Alberto Magno" w dziedzinie SF, 1999

Destino Soberbia, w: fanzin "Artifex segunda época" vol. 2, 1999

Soñando Soberbia, w: fanzin "Artifex segunda época" vol. 3, 2000

Tres noches y un crepúsculo, w: fanzin "Artifex segunda época" vol. 4, 2000

Perseguir un sueño, w: czasopismo Solaris nr 3 (rok ?, czasopismo wydawane w latach 1999-2005)

Salir de fase, w: seria "Nova ciencia ficción" nr 141, wyd. Ediciones B, 2001

Tiempo muerto, w: seria "Nova ciencia ficción" nr 149, wyd. Ediciones B, 2002

Entre líneas, w: Antologia hiszpańskiej science fiction: 1982-2002, wyd. Minotauro, 2003

## Cotrina po polsku
Wspominane powyżej opowiadanie Entre líneas ukazało się jako "Między wierszami" w Almanachu fantastyki Kroki w nieznane (wyd. Solaris, 2007).